# یواس‌اس فلی-هاوک (اس‌پی-۵۵۰)
یواس‌اس فلی-هاوک (اس‌پی-۵۵۰) (به انگلیسی: USS Fli-Hawk (SP-550)) یک کشتی بود که طول آن ۸۱ فوت ۵ اینچ (۲۴٫۸۲ متر) بود. این کشتی در سال ۱۹۱۲ ساخته شد.